# Tennis Øst
Tennis Øst er en union af tennis- og padelklubber i København, på Sjælland, Lolland, Falster og Bornholm. Foreningen blev til ved en fusion af KTU (Københavns Tennis Union) og SLTU (Sjællands Lawn Tennis Union) i 2019.
Unionen repræsenterer ca. 120 danske tennisklubber, der udør mdlemsbasen og dermed mere end 47.000 danske tennisspillere, ud af en samlet registreret masse på ca. 75.000 tennisspillere i Danmark. Dermed er Tennis Øst Danmarks største tennisunion. Tennis Øst er én af tre medlemmer af Dansk Tennis Forbund under DIF. De øvrige to medlemmer er (FTU) Fyns Tennis Union og JTU (Jyllands Tennis Union). Medlemsklubber i Tennis Øst har således også tilsvarende stemmeret ved Dansk Tennis Forbunds generalforsamling og er dermed med til at sætte retningslinjen for dansk tennis.
Unionens sekretariat varetager den daglige drift og administration, mens unionens bestyrelse sætter de politiske retningslinjer for unionens virke, i overensstemmelse med medlemmernes ønsker. Bestyrelsens medlemmer er på valg hvert andet år.